# The Crescent Development Project
«Кресент девелопмент проджект» (The Crescent Development Project), или «Кресент бэй» (The Сrescent Bay) (прежнее название «Каспий Плюс») — строящийся небоскребный комплекс на побережье Каспийского моря, в городе Баку, который будет состоять из отеля на искусственном острове (The Crescent Hotel), бизнес центра (The Crescent Сity), резиденции и торгово-развлекательного центра (The Crescent Place).

Проект предназначен для функционирования в качестве архитектурного памятника Азербайджана. 

Проект «The Crescent Bay» и такие строения, как Port Baku towers и Port Baku residence, являются преобразовательными, предусмотренными для благоустройства бывших земель порта.

## История
В феврале 2008 года известное архитектурное издание skyscrapernews.com опубликовало статью про проекты корейской компании Heerim Architects, предложенные для строительства в Баку. Проекты с лунной тематикой были названы «попыткой переизобрести концепцию небоскреба вне рамок традиционного». Речь шла о двух небоскребных комплексах, которые должны были расположиться на противоположных концах Бакинской бухты — «Залив полной луны» («Full Moon Bay») и «Каспий плюс» («Caspian Plus»). Первый из них предлагался к строительству на западной окраине бухты и должен был состоять из 158-метрового 35-этажного дисковидного отеля, стоящего на ребре, и высотных жилых блоков «Дворец ветров-1 и 2». Их должен был соединить общий подиум. Второй комплекс («Каспий плюс») был предложен для строительства на восточной окраине Бакинской бухты, близ морпорта, как бы противопоставляясь «Заливу полной луны». Изначально в него должны были войти 32-этажный отель в форме месяца (стоящий на своих «рогах» на определенном расстоянии от берега в море), 4 высотных жилых здания и 203-метровый бизнес-центр в 43 этажа (в настоящее время - Crescent City).
Судьба родственных проектов оставалась неопределенной до октября 2009 года, когда становится известным, что на месте комплекса «Каспий плюс» приступают к закладке фундамента. Сам проект был изменен: троица высотных жилых зданий была отменена, чтобы не перекрывать вид на другие строения («Port Baku towers» и «Port Baku residence»). После изменения проекта в нём остались: отель «Кресент» («Crescent Hotel»), высотный бизнес центр («Crescent City») и высотное жилое здание с торгово-развлекательным подиумом («Crescent Place»). Изменилось также название проекта с «Каспий плюс» на «The Crescent Development Project». 

Проект «Залив полной луны» (Full Moon Rising) был отменён.

## Проект
«The Crescent Development Project» расположится частично в водах Каспия и частично на береговой линии города Баку. В оффшорную часть проекта входит отель «Кресент» («Crescent Hotel»), который вместе с подиумом будет находиться на расстоянии (около 100 м) от берега, в море. Позади отеля, на побережье, расположатся бизнес центр («Кресент сити», «Crescent City»), жилое высотное здание и подиум («Кресент плэйс», «Crescent Place»).
Стоимость реализации проекта – около 1,5 миллиарда долларов США.

### Отель Кресент (The Crescent Hotel)
Отель «Кресент» представляет собой здание в форме арки и выглядит, как месяц, упирающийся своими "рогами" в водную гладь Каспийского моря. Вероятно, тематически образ месяца отсылается к одному из символов Азербайджана, изображенному на его флаге. Дугообразная конфигурация небоскреба не повлияет на внутреннее пространство здания, так как оно опирается с обеих сторон на многоэтажные башни, которые создают дополнительный объём и являются опорой для всего отеля. Башни получили названия - Восточная и Западная. Этажность здания 32 (28 этажей самого отеля, воздвигнутые поверх 4-х этажного подиума). Согласно другим данным этажность предполагалась на уровне 36 . Высота отеля 166 м. Количество номеров после сдачи в эксплуатацию 360. Общая площадь 141, 455 m², паркинг на 601 автомобилей. Здание отеля будет соединяться с берегом и другими объектами «The Crescent Development Project» посредством моста. Этот отель должен стать 7-звёздочным.

### Кресент сити (The Crescent City)
Бизнес центр «Кресент сити» — офисная башня высотой 203 метра, 43 этажа. Будет находиться позади отеля «Кресент» на береговой линии, по соседству с морвокзалом Баку и отелем Mariott Baku. Фасад здания цилиндрический, слегка приплюснутый в северо-южном направлении. У основания узкое, затем расширяется в верхней части и на верхушке внезапно срезается вогнутой выемкой. По форме напоминает факел.

### Кресент плейс (The Crescent Place)
«Кресент Плейс» включает в себя 35-этажную жилую башню и 8-этажный подиум на берегу моря по соседству с башней «Кресент сити». Жилое здание высотой 170 метров будет включать 168 квартир,.

### Кресент парк (The Crescent Park)
На территории между отелем (Crescent Hotel) и прибрежной частью проекта предусмотрен трёхуровневый паркинг ниже уровня моря.

## Строительство
Согласно опубликованному отчёту управляющей компании, к ноябрю 2013 года практически все свайные работы проекта завершены. Строительные работы всего проекта к тому моменту были выполнены на 9%, строительство береговой части проекта - на 10%.

### Участок «отель Кресент»
Участок «отель Кресент» («Crescent Hotel») оффшорный, то есть будет находиться в море. В начале мая 2012 года на территории Каспия, предназначенной для строительства здания, началась забивка шпунтов в два ряда по периметру будущего расположения отеля. Таким образом, произвели ограничение прибрежной части Каспия двойной металлической оградой. Сразу после ограждения в этот участок стали засыпать песок, чтобы создать фундамент здания. Большая часть воды, оставшейся внутри огражденного места, была вытеснена песком, другая — испарена. По плану, после возведения отеля ограду уберут, и вода с Каспия вновь вернётся в эту область, затопив пространство вокруг «Месяца». Для Западной и Восточной башен были построены сваи в диаметре 1500—2000 мм, длиной до 76,1 метров. До конца 2013 года планировалось построить 464 свай. Сваи подобного размера являются самыми крупными в Азербайджане. К началу 2015 года начали появляться первые этажи обеих башен.

Учитывая сложность геометрии здания, его возведением занимался целый ряд подрядных компании с разных уголков мира. Многие из них стакливались с проблемами при выполнении своих задач. Так, по признанию Derby Design Engineering главной их задачей была разработка конструктивного решения для связующей арки между башнями. Данная арка шириной пролёта в 90 метров поддерживает 5 уровней отеля, свисая с опоры моста . На сайте Koltay Facades указывалось, что изогнутые стороны здания представляют собой "волнующую" задачу для инженеров и дизайнеров, т.к. этаж за этажом меняется угол наклона стекла, а также компоненты сил реакции на плиту, внешний вид стекла и другие характеристики .

### Наземные участки «Сити» и «Плэйс»

Crescent Сity (впереди) и Crescent Place (позади), август 2015

Работы по строительству фундамента на наземной части проекта были начаты в октябре 2009 года. Был вырыт котлован на месте планируемой локализации зданий. Но работы были приостановлены. К 2012 году они возобновились, что совпало с выбором новой подрядной организации. По окончании земельных работ для участков береговой линии (участки «сити» и «плейс») было сконструировано 691 коротких свай 1,2 м в диаметре на глубину 26 метров.
Для башни «Crescent city» установлено 118 глубоких свай 1500 мм в диаметре на глубину 52-61,5 метров. На 2013 год было запланировано начало следующей фазы строительства — монтаж металлоконструкций.

К ноябрю 2013 года на участке Place было установлено 4 крана, первые этажи подиума начали подниматься над оградой, началось строительство башни-резиденции Crescent Place. К началу 2015 года достраивался 35 этаж башни Crescent Place.

К марту 2014 года фундамент башни Crescent City был готов для наращивания бетонной сердцевины. В июне 2014 года первые этажи небоскреба стали появляться над оградой строительной площадки.
К началу 2015 года велось активное строительство башни Crescent City на уровне 16-17 этажей. В августе 2015 года сердцевина здания достигла 30-го этажа. К декабрю 2015 года завершалось строительство 43-го уровня бетонной сердцевины.

### Участок «Кресент Парк»
В сентябре 2013 года начались свайные работы на площадке для паркинга. В течение 3-х месяцев было запланировано построить 483 сваи диаметром 1000 мм, длиной 28м и 40м.

### Завершение строительства
Согласно заявлению представителя компании Ilk Construction, завершить строительство участка «Плэйс» планировалось в январе 2015 года, участка «Сити» - в мае того же года. 
Завершить весь проект Crescent Development Project планировалось во второй половине 2016 года.

### Галерея

Рендер проекта
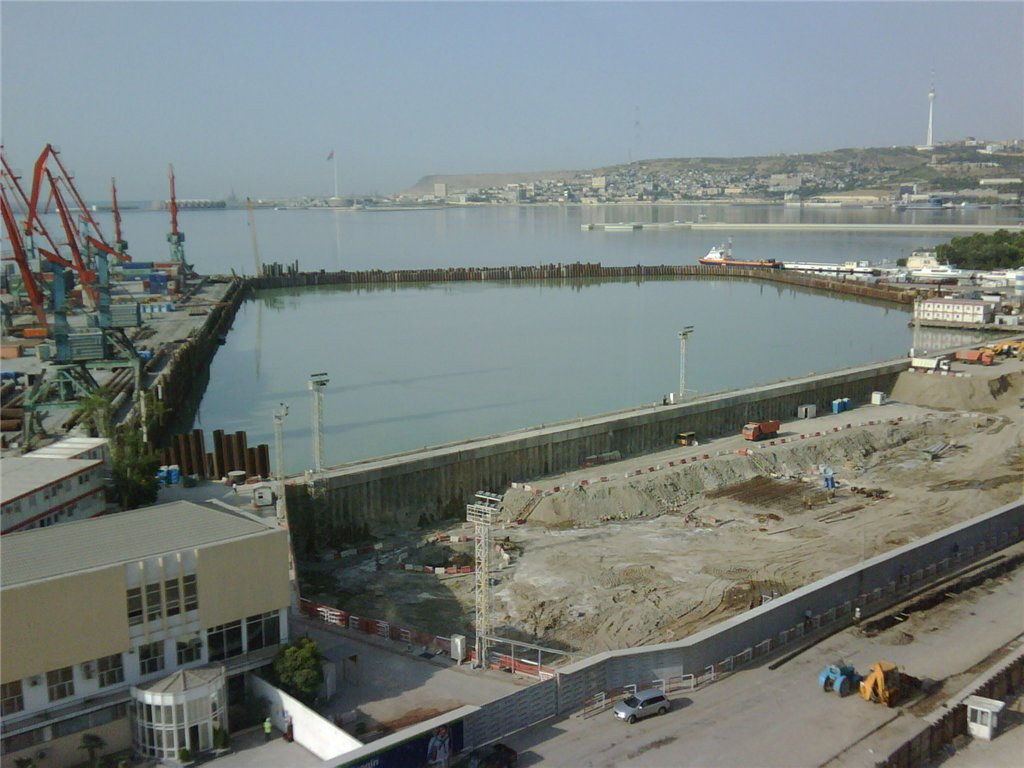
Строительный участок (01.08.2012): видна огороженная часть моря, где должен расположиться отель Crescent, ведутся свайные работы на наземном участке
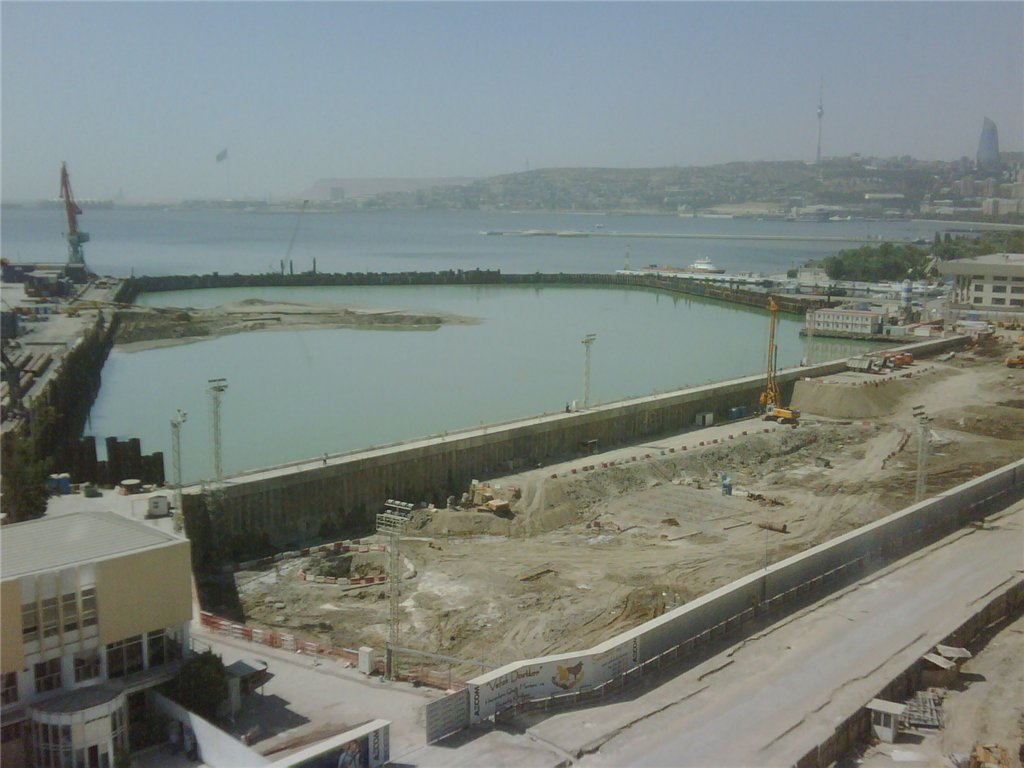
Строительный участок (17.08.2012): оффшорную часть наполняют песком для создания искусственного острова
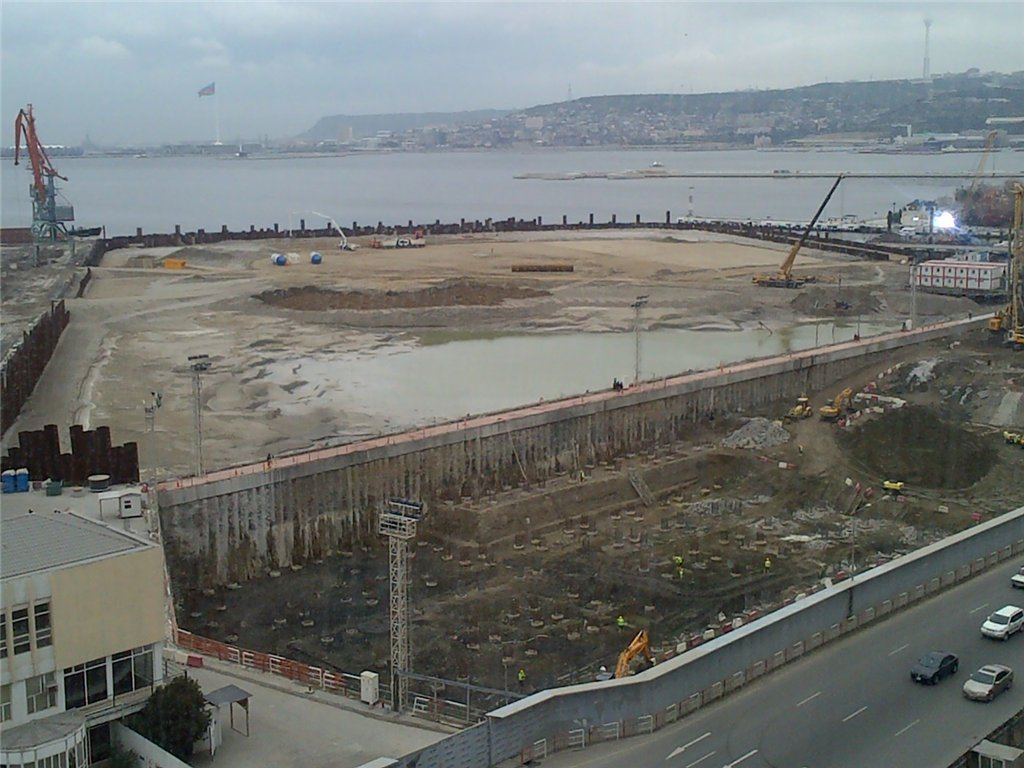
Строительный участок (01.03.2013): Остров сформирован, начало тестирования установки свай на нём; свайные работы на наземной части завершаются
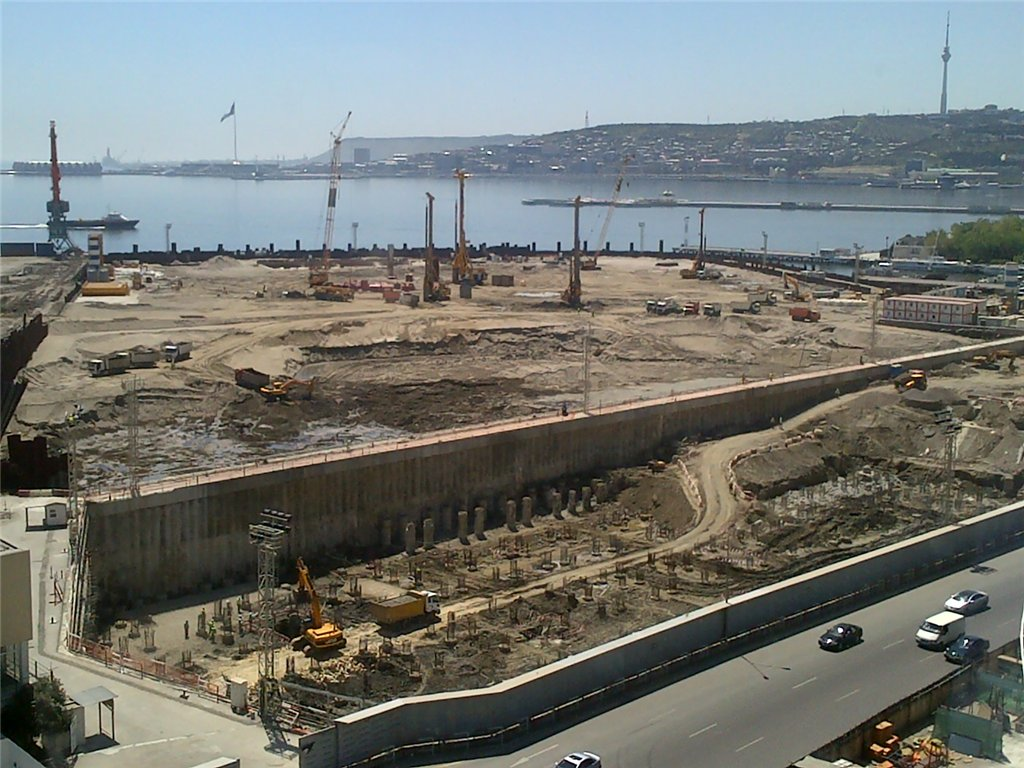
Строительный участок (30.04.2013): Начало строительства свай на острове, наземная часть готова для сооружения подиума
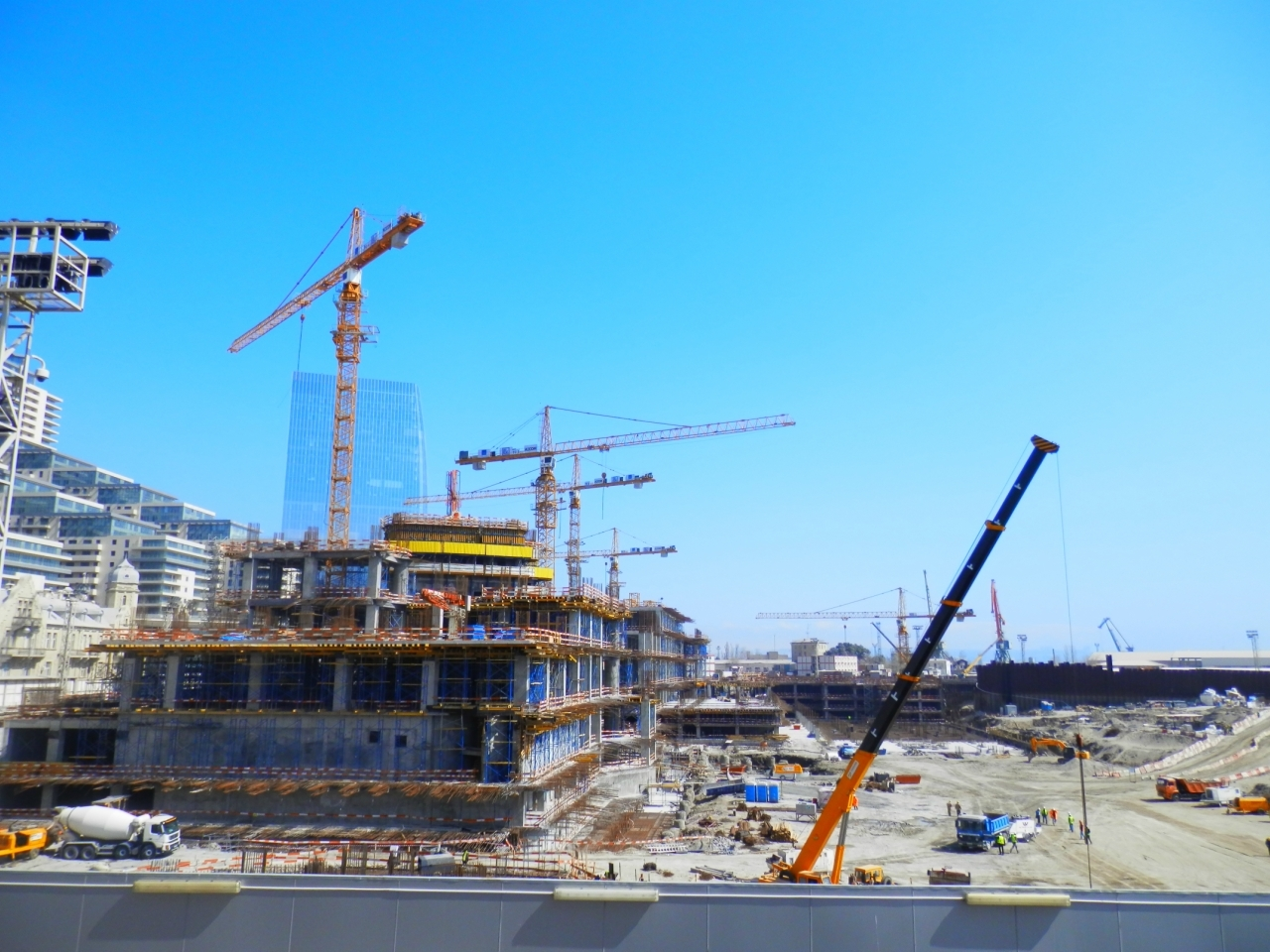
18 марта 2014: Строительство подиума, рост сердцевины башни The Crescent Place, строительство парковки
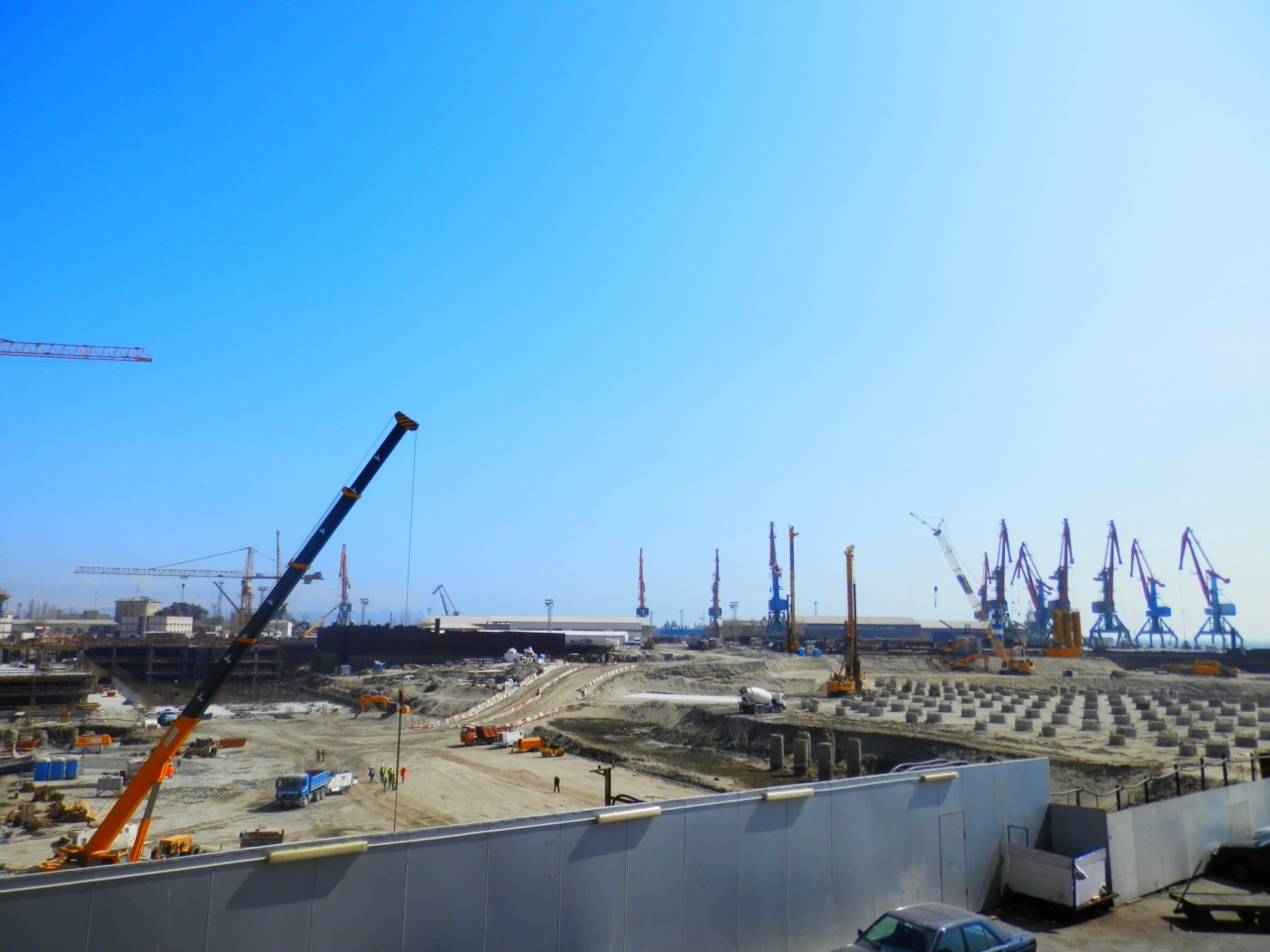
18 марта 2014 года: Завершение строительства свай для The Crescent Hotel на искусственном острове
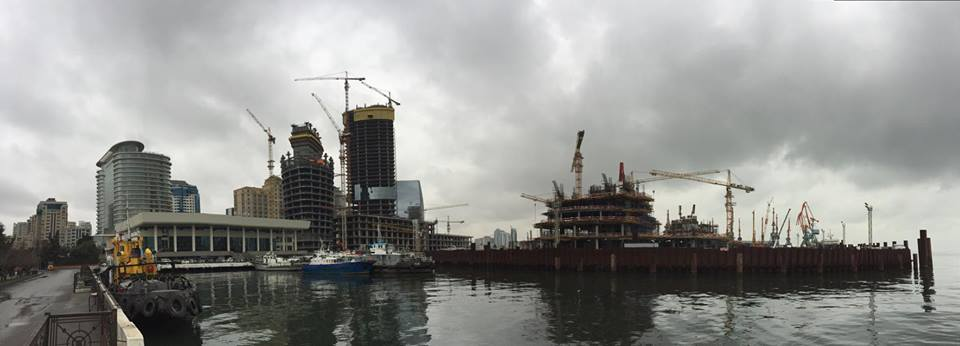
2015 год, февраль: Завершение строительства The Crescent Place и его остекление, строительство The Crescent City на уровне 18-19 этажей; появление первых этажей Восточной и Западной башен отеля The Crescent Hotel на искусственном острове
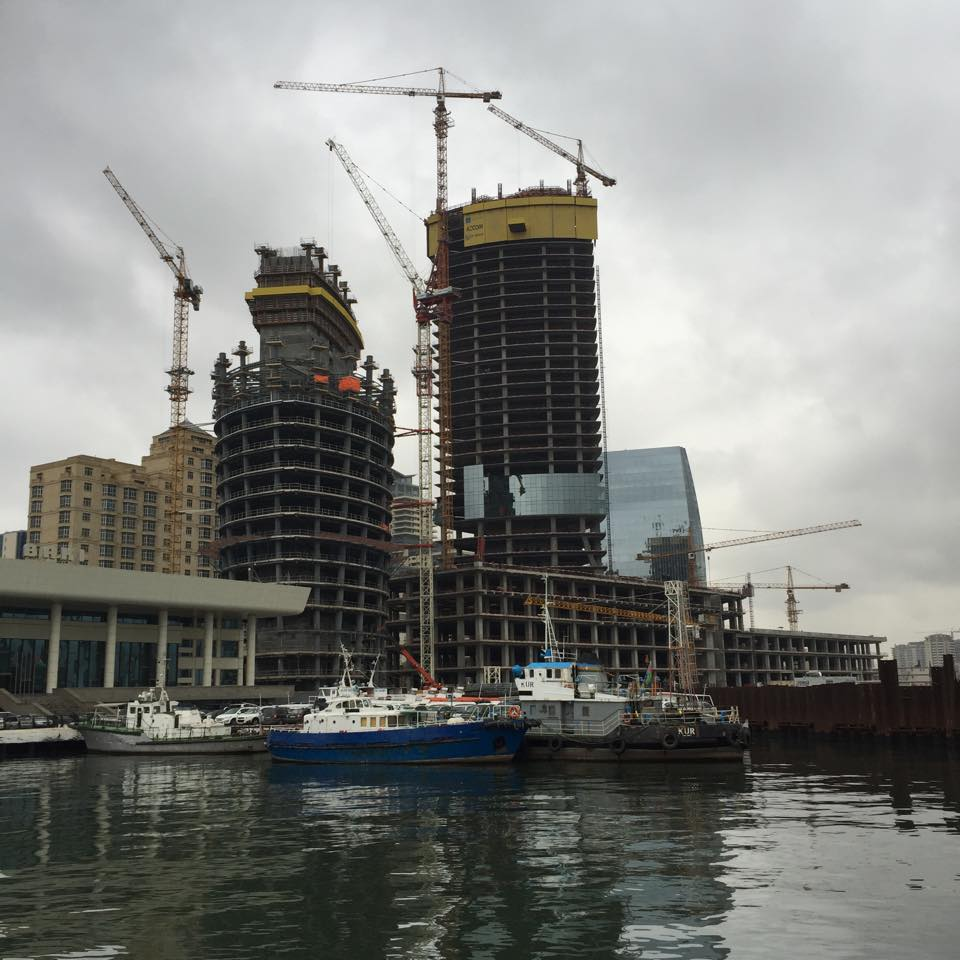
2015 год, февраль: Вид на набережную часть проекта The Crescent Place и The Crescent City
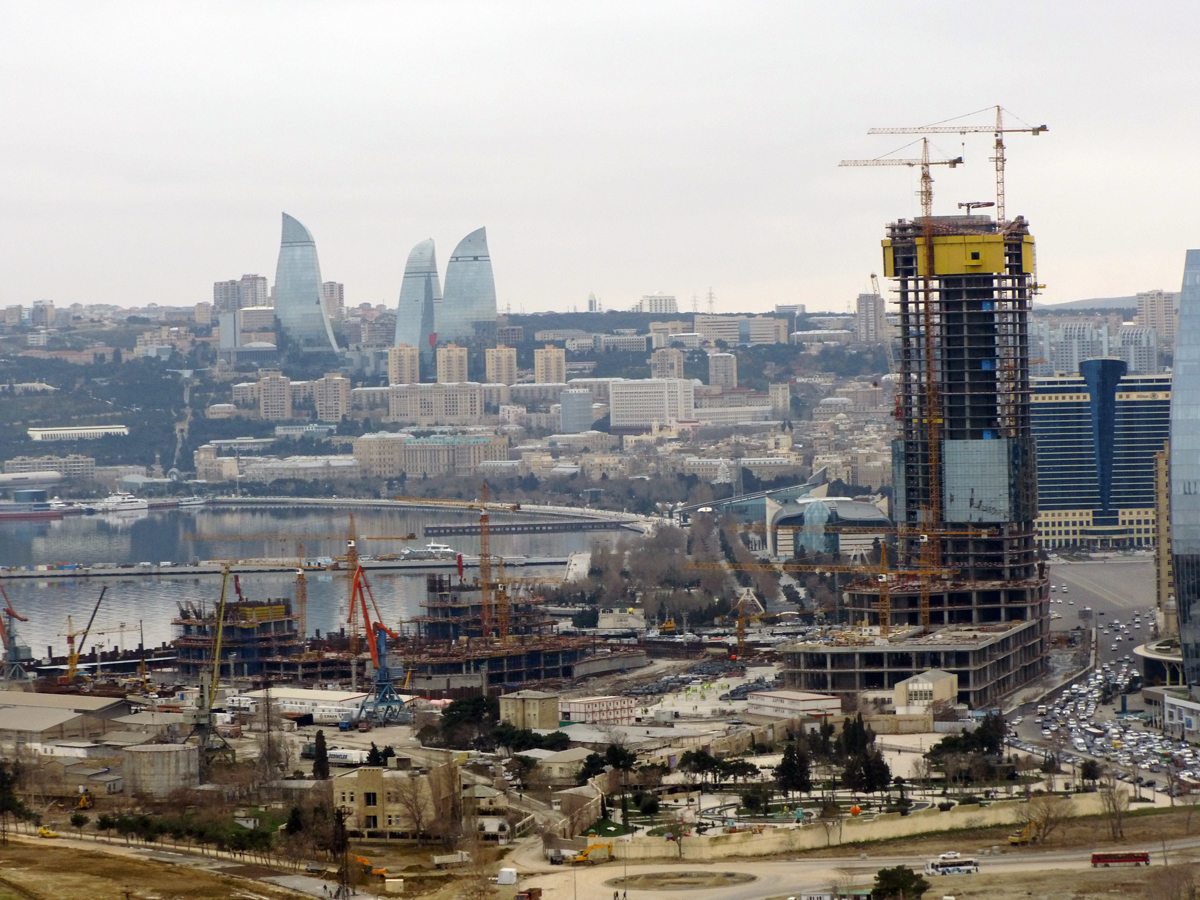
2015 год, март: Вид на The Crescent Place и The Crescent Hotel
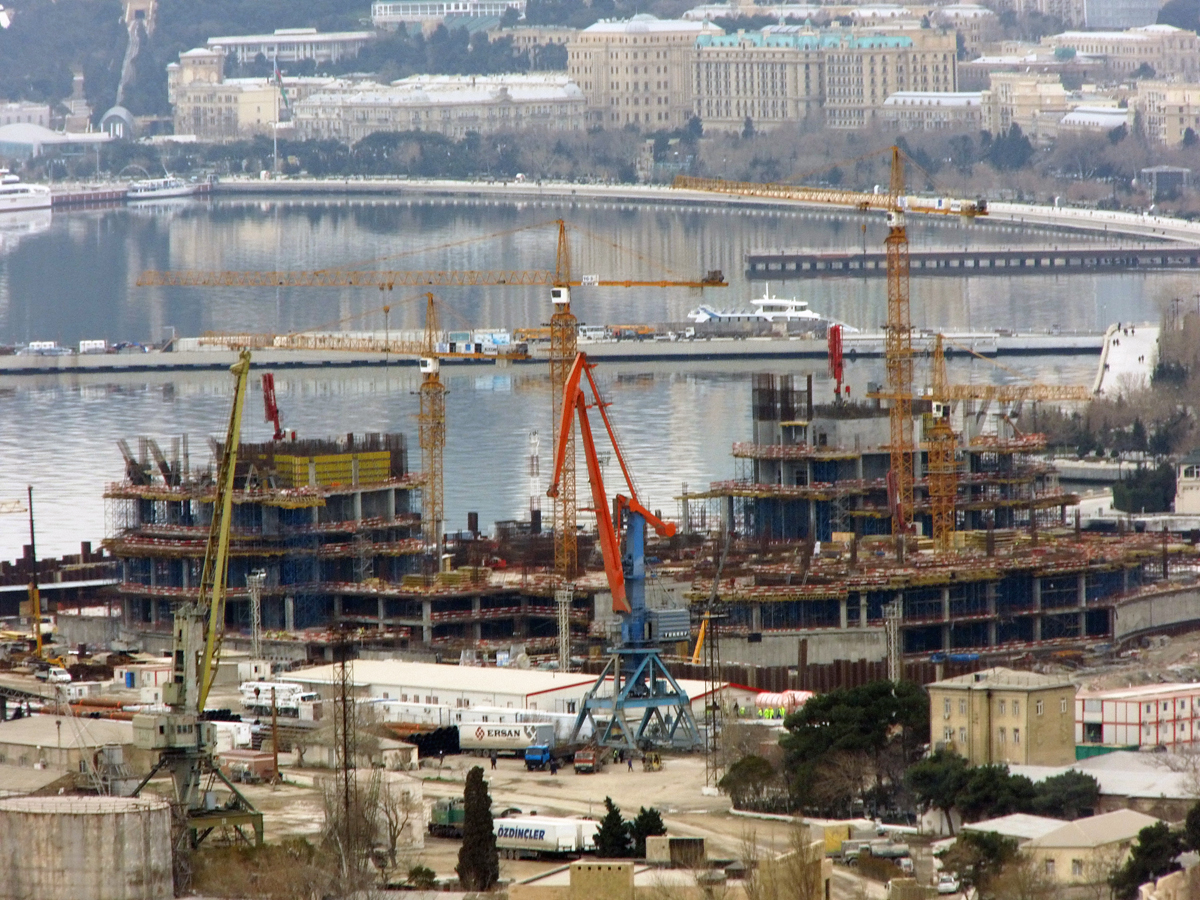
2015 год, март: строительство The Crescent Hotel
2015 год, март: Вид на весь проект с моря
2015 год, август: Вид на высотки The Crescent Place, The Crescent City и Port Baku Towers
2015 год, август: строительство здания The Crescent Hotel
2015 год, август: возведение The Crescent Place завершено; The Crescent City на уровне 30 этажа сердцевины
Вид со стороны нового бульвара